# Anolis delafuentei
Anolis delafuentei (ескамбрайський чубатий аноліс) — вид ігуаноподібних ящірок родини анолісових (Dactyloidae). Ендемік Куби. Вид названий на честь аргентинського герпетолога і палеонтолога Марсело де ла Фуенте.

## Поширення і екологія
Ескамбрайські чубаті аноліси відомі з типової місцевості, розташованої на горі Сьєрра-де-Тринідад в горах Ескамбрай в центральній Кубі, на висоті 700 м над рівнем моря. Вони живуть у вічнозелених хмарних лісах.

## Збереження
МСОП класифікує цей вид як такий, що перебуває під загрозою зникнення. Anolis delafuentei загрожує знищення природного середовища.